# Tvärtjärnen, Norrbotten
Tvärtjärnen är en sjö i Piteå kommun i Norrbotten och ingår i Lillpiteälvens huvudavrinningsområde.